# Primera División de Guatemala 1997-98
La Primera División de Guatemala 1997-98 fue el campeonato de ascenso más importante de Guatemala durante la segunda mitad del año 1997 y la primera mitad del año 1998.
El torneo acogió a Izabal JC y Amatitlán, quienes descendieron de la Liga Nacional 1996-97 fue Carchá, originario de Alta Verapaz quien ascendió a la Liga Nacional 1998-99 junto con Universidad SC. 
El torneo también significó el descenso de Tipografía Nacional y Deportivo Ayutla.

## Sistema de campeonato
Los 14 equipos juegan en un sistema de todos contra todos a ida y vuelta durante 26 fechas. Finalizadas las 26 fechas, los mejores 8 equipos clasifican a un octagonal que definirá al campeón de la temporada y al ascendido a la próxima temporada de la Liga Mayor, mientras que los últimos 6 equipos juegan una hexagonal para no descender.
Si el ganador de la octagonal y de la fase regular son distintos, estos jugarán un playoff por el ascenso, de lo contrario, el ganador de ambas fases ascendía. 
Los últimos dos puestos de la hexagonal de descenso jugaban playoffs contra los dos mejores equipos de la Segunda División.

## Equipos participantes
| Equipo                | Ciudad                 | Departamento   | Estadio                        | Capacidad |
| --------------------- | ---------------------- | -------------- | ------------------------------ | --------- |
| Amatitlán             | Amatitlán              | Guatemala      | Estadio Guillermo Slowing      | 3 000     |
| Antigua GFC           | Antigua Guatemala      | Sacatepéquez   | Estadio Pensativo              | 10 000    |
| Ayutla                | Ayutla Tecún Umán      | San Marcos     | Estadio Tecún Umán             | 1 000     |
| Carchá                | San Pedro Carchá       | Alta Verapaz   | Estadio Juan Ramón Ponce       | 5 000     |
| Coatepeque            | Coatepeque             | Quetzaltenango | Estadio Israel Barrios         | 10 000    |
| Heredia               | Morales                | Izabal         | Estadio del Monte              | 1 000     |
| Izabal JC             | Puerto Barrios         | Izabal         | Estadio Roy Fearon             | 1 000     |
| Jalapa                | Jalapa                 | Jalapa         | Estadio Las Flores             | 15 000    |
| Mictlán               | Asunción Mita          | Jutiapa        | Estadio La Asunción            | 5 000     |
| Deportivo San Pedro   | San Pedro Sacatepéquez | San Marcos     | Estadio Sampedrano             | 9 500     |
| Santa Catarina Pinula | Santa Catarina Pinula  | Guatemala      | Estadio Pinula Contreras       | 1 000     |
| Teculután             | Teculután              | Zacapa         | Estadio David Ordóñez Bardales | 9 000     |
| Tipografía Nacional   | Ciudad de Guatemala    | Guatemala      | Estadio La Pedrera             | 15 000    |
| Universidad SC        | Ciudad de Guatemala    | Guatemala      | Estadio Revolución             | 5 000     |

## Fase de clasificación
| #   |                       | PJ | PG | PE | PP | GF | GC | DIF | PTS | Clasificación            |
| --- | --------------------- | -- | -- | -- | -- | -- | -- | --- | --- | ------------------------ |
| 1°  | Carchá                | 26 | 16 | 10 | 0  | 42 | 9  | +33 | 58  | Octagonal por el título  |
| 2°  | Mictlán               | 26 | 12 | 5  | 9  | 40 | 31 | +9  | 41  | Octagonal por el título  |
| 3°  | Santa Catarina Pinula | 26 | 11 | 7  | 8  | 39 | 28 | +11 | 40  | Octagonal por el título  |
| 4°  | Teculután             | 26 | 12 | 4  | 10 | 44 | 34 | +10 | 40  | Octagonal por el título  |
| 5°  | San Pedro             | 26 | 11 | 7  | 8  | 32 | 25 | +7  | 40  | Octagonal por el título  |
| 6°  | Jalapa                | 26 | 10 | 8  | 8  | 49 | 42 | +7  | 38  | Octagonal por el título  |
| 7°  | Izabal JC             | 26 | 9  | 9  | 8  | 37 | 32 | +5  | 36  | Octagonal por el título  |
| 8°  | Heredia               | 26 | 10 | 4  | 12 | 48 | 50 | -2  | 34  | Octagonal por el título  |
| 9°  | Universidad SC        | 26 | 9  | 6  | 11 | 39 | 43 | -4  | 33  | Hexagonal de descenso    |
| 10° | Tipografía Nacional   | 26 | 9  | 6  | 11 | 33 | 46 | -13 | 33  | Hexagonal de descenso    |
| 11° | Coatepeque            | 26 | 9  | 5  | 12 | 27 | 33 | -6  | 32  | Hexagonal de descenso    |
| 12° | Ayutla                | 26 | 7  | 7  | 12 | 30 | 40 | -10 | 28  | Hexagonal de descenso    |
| 13° | Antigua GFC           | 26 | 7  | 6  | 13 | 34 | 52 | -18 | 27  | Playoffs de descenso (1) |
| 14° | Amatitlán             | 26 | 2  | 11 | 13 | 27 | 54 | -27 | 17  | Playoffs de descenso (1) |

(1) Y hexagonal de descenso

## Octagonal final
| #  |                       | PJ | PG | PE | PP | GF | GC | DIF | PTS | Clasificación |
| -- | --------------------- | -- | -- | -- | -- | -- | -- | --- | --- | ------------- |
| 1° | Carchá                | 14 | 7  | 5  | 2  | 24 | 15 | +9  | 26  | Ascendido     |
| 2° | Teculután             | 14 | 8  | 2  | 4  | 30 | 19 | +11 | 26  |               |
| 3° | Izabal JC             | 14 | 7  | 4  | 3  | 24 | 15 | +9  | 25  |               |
| 4° | San Pedro             | 14 | 6  | 4  | 4  | 17 | 17 | 0   | 22  |               |
| 5° | Mictlán               | 14 | 4  | 6  | 4  | 18 | 17 | +1  | 18  |               |
| 6° | Santa Catarina Pinula | 14 | 3  | 5  | 6  | 20 | 26 | -6  | 14  |               |
| 7° | Heredia               | 14 | 3  | 3  | 8  | 25 | 31 | -6  | 12  |               |
| 8° | Jalapa                | 14 | 2  | 3  | 9  | 8  | 18 | -10 | 9   |               |

- Carchá campeón de la Primera División 1997-98

## Hexagonal de descenso
| #   |                     | PJ | PG | PE | PP | GF | GC | DIF | PTS | Clasificación        |
| --- | ------------------- | -- | -- | -- | -- | -- | -- | --- | --- | -------------------- |
| 9°  | Universidad SC      | 9  | 6  | 1  | 2  | 18 | 9  | +9  | 19  |                      |
| 10° | Coatepeque          | 9  | 5  | 1  | 3  | 12 | 12 | 0   | 16  |                      |
| 11° | Antigua GFC         | 9  | 4  | 2  | 3  | 14 | 12 | +2  | 14  |                      |
| 12° | Amatitlán           | 9  | 4  | 1  | 4  | 12 | 10 | +2  | 13  |                      |
| 13° | Tipografía Nacional | 9  | 2  | 2  | 5  | 6  | 15 | -9  | 8   | Playoffs de descenso |
| 14° | Ayutla              | 9  | 2  | 1  | 6  | 11 | 18 | -7  | 7   | Playoffs de descenso |

## Playoffs de descenso
Sin registros de resultado alguno, Antigua GFC ganó la permanencia a Ayutla y Amatitlán a Tipografía Nacional.

## Resumen final
|             | A Liga Nacional 1998-99              |
| ----------- | ------------------------------------ |
| Ascendidos  | Carchá Universidad SC                |
|             | A Segunda División 1998-99           |
| Descendidos | Tipografía Nacional Deportivo Ayutla |